# Thaïlande aux Jeux olympiques d'hiver de 2002
La Thaïlande était représenté par 1 seul athlète aux Jeux olympiques d'hiver de 2002 à Salt Lake City (États-Unis).

## Ski de fond
30 km Hommes
- Prawat Nagvajara - N'a pas terminé[1]

1,5 km sprint Hommes
- Prawat Nagvajara - 4 min 14 s 55 (68e sur 71)[1]